# Marymount Manhattan College
Le Marymount Manhattan College (MMC) est une université d'arts libéraux de premier cycle universitaire, mixte de la ville de New York. Son campus est localisé dans l'Upper East Side. Il fut créé en 1936 par la Congrégation des Religieuses du Sacré-Cœur de Marie ; c'était donc au départ un établissement réservé aux femmes. Parmi les anciens élèves les plus célèbres de l'établissement, on retrouve Geraldine Ferraro, ancienne candidate démocrate à la vice-présidence des États-Unis ou encore l'actrice et réalisatrice Spencer Grammer.